# Campeonato Francés de Fútbol (USFSA) 1912
El Campeonato Francés de Fútbol 1912 fue la 19.ª edición de dicho campeonato, organizado por la USFSA (Union des Sociétés Françaises de Sports Athlétiques). El campeón fue el Stade Raphaëlois.

## Torneo

### Primera ronda
- CASG Orléans 4-1 Le Mans UC
- Union sportive Servannaise 5-0 Angers Université Club
- Sporting Club Dauphinois 1-3 FC Lyon
- US Tourcoing 5-0 Football club de Braux
- Société nautique de Bayonne 0-4 Stade Bordelais UC
- Cercle des Sports Stade Lorrain 4-3 Racing Club de Reims

### Octavos de final
- Stade Raphaëlois 2-2 SH Marseille (repetición)
- Stade Raphaëlois 2-1 SH Marseille
- Olympique de Cette 3-2 Stade toulousain
- SM Caen 1-2 AS Française
- FC Rouen 2-1 Amiens SC
- US Tourcoing 5-1 Cercle des Sports Stade Lorrain
- Union sportive Servannaise 13-0 CASG Orléans
- Stade Bordelais UC 10-0 Sporting Club angérien
- FC Lyon 9-1 Racing Club Franc-Comtois de Besançon

### Cuartos de final
- AS Française 3-1 Union sportive Servannaise
- US Tourcoing 3-2 FC Rouen
- Olympique de Cette 3-2 Stade Bordelais UC
- Stade Raphaëlois 4-1 FC Lyon

### Semifinales
- Stade Raphaëlois 2-0 US Tourcoing
- AS Française 6-1 Olympique de Cette

### Final
- Stade Raphaëlois 2-1 AS Française